# Uppingham
Uppingham is een civil parish in het bestuurlijke gebied Rutland. De plaats telt 4745 inwoners.